# Luise Christiane von Birkenfeld-Gelnhausen

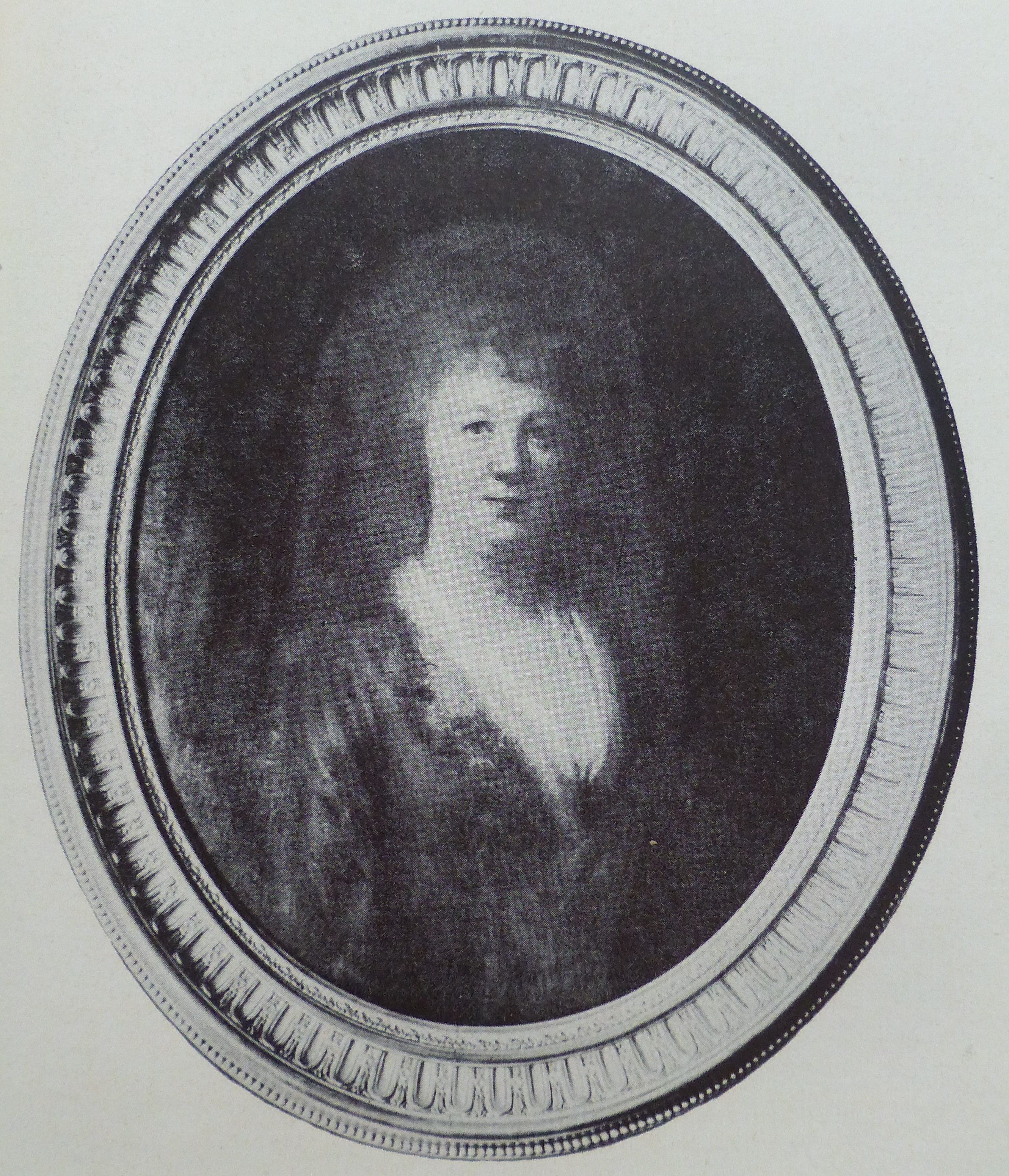
Christian Leberecht Vogel: Porträt von Luise Christiane von Birkenfeld-Gelnhausen (1748–1829)

Luise Christiane von Birkenfeld-Gelnhausen (* 17. August 1748 in Gelnhausen; † 31. Januar 1829 in Gera) war Pfalzgräfin und Prinzessin in Bayern und Frau von Heinrich XXX., dem letzten Grafen des Hauses Reuß zu Gera.

## Leben
Luise Christiane war die älteste Tochter des Pfalzgrafen Johann von Birkenfeld-Gelnhausen (1698–1780) und der Rheingräfin Sophia Charlotte von Salm-Dhaun (1719–1770) und die Schwester von Wilhelm, Herzog in Bayern.
Die Erziehung der ersten Jugendjahre erhielt sie am Fürstenhof in Gelnhausen. Im Alter von 25 Jahren heiratete sie am 28. Oktober 1773 auf Schloss Hungen den Grafen Heinrich XXX. Reuß zu Gera (1727–1802) und lebte fortan in der Residenzstadt Gera. Nach dem Tod ihres Gemahls im Jahre 1802 nutzte sie die Schloss- und Parkanlage in Tinz bei Gera als Witwensitz. Darüber hinaus wird auch das Palais am Johannisplatz in Gera als ihr Wohnort benannt.

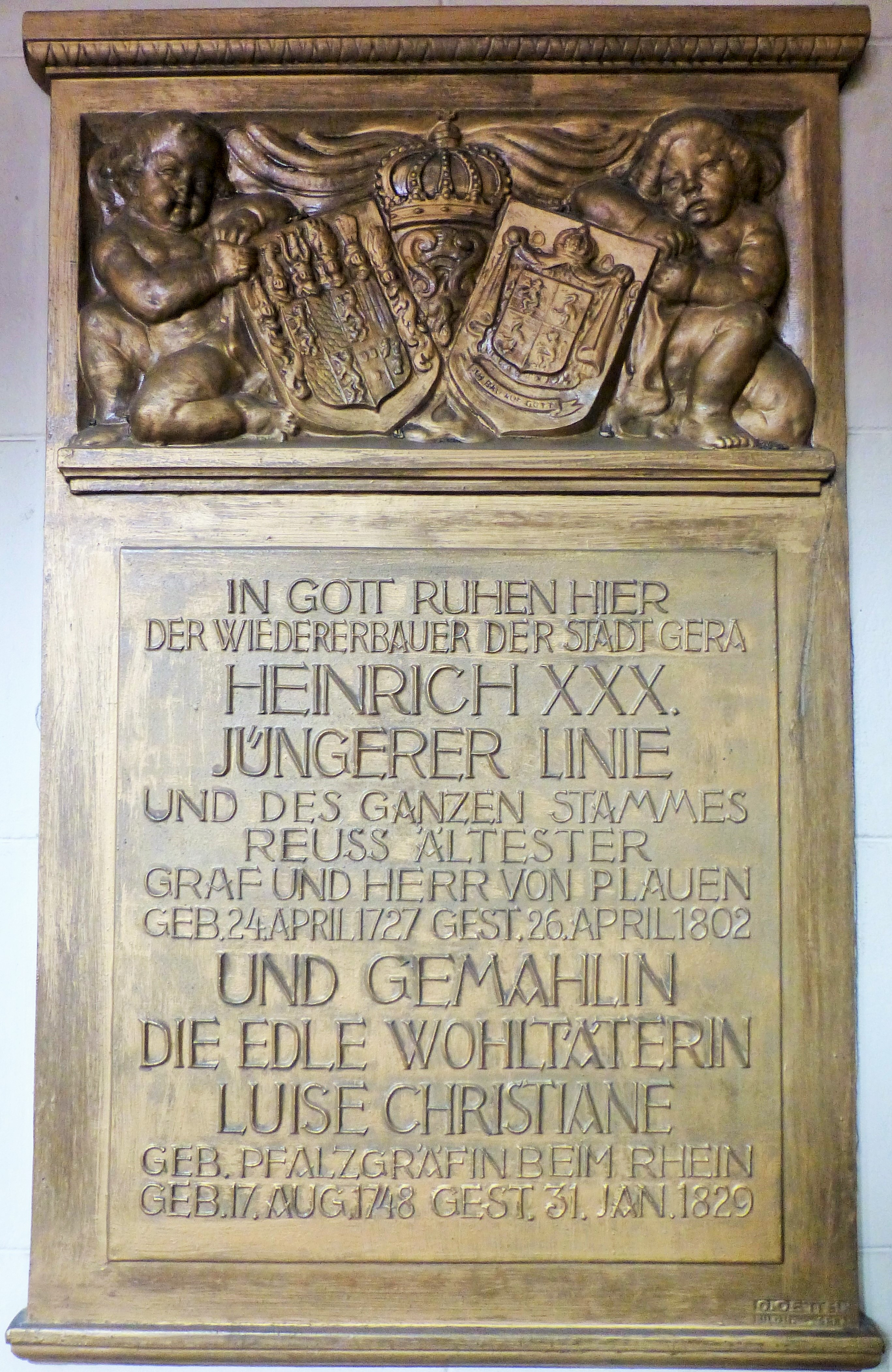
Gedenktafel von Carl Wetzel zum Gedächtnis an Heinrich XXX., Graf Reuß zu Gera und seine Gemahlin Luise Christiane in der Stadtkirche Sankt Salvator zu Gera

Luise Christiane starb kinderlos am 31. Januar 1829 in Gera und wurde am 4. Februar 1829 in der Mittelgruft der Geraer Salvatorkirche beigesetzt. Eine Gedenktafel erinnert an die „edle Wohltäterin“, da Luise Christiane gemeinnützige und soziale Projekte in der Stadt Gera unterstützte und finanzierte. So stiftete sie unter anderem die Schlaguhr der Kirche in Gera-Tinz.